# Wólka (Brzeźnica)
Wólka (dawn. Wola Pustkowska) – część wsi Brzeźnica w Polsce, położona w województwie podkarpackim, w powiecie dębickim, w gminie Dębica.
Wola Pustkowska to dawniej samodzielna wieś i gmina jednostkowa. Składała się z dwóch enklaw przedzielonych zalesionym obszarem gminy Pustków, a stanowiącym obecnie miejscowość Pustków-Osiedle. Za II RP stanowiła przysiółek Pustkowa. Jesienią 1954 odłączona od Pustkowa i włączona do gromady Brzeźnica.
W latach 1975–1998 miejscowość administracyjnie należała do województwa tarnowskiego.
Nie mylić Woli Pustkowskiej z pobliską Wolą Brzeźnicką.